# Guy Berthiaume
Pour les articles homonymes, voir Berthiaume.
 (juillet 2025).
Si vous disposez d'ouvrages ou d'articles de référence ou si vous connaissez des sites web de qualité traitant du thème abordé ici, merci de compléter l'article en donnant les références utiles à sa vérifiabilité et en les liant à la section « Notes et références ».
Guy Berthiaume C.M.; C.Q. est un historien canadien de l'Antiquité classique.

## Biographie
Né en 1950 à Montréal, Guy Berthiaume est bibliothécaire et archiviste du Canada émérite.  Il a occupé les fonctions de bibliothécaire et archiviste du Canada du 23 juin 2014 au 29 août 2019.  Avant son arrivée à Bibliothèque et Archives Canada, monsieur Berthiaume avait été président-directeur général de Bibliothèque et Archives nationales du Québec de 2009 à 2014, après avoir fait carrière dans le monde universitaire pendant plus de 30 ans.  
M. Berthiaume a complété un doctorat en histoire grecque à l'Université Paris VIII, après avoir obtenu une maîtrise de l'Université Laval (1973) et un baccalauréat de l'UQAM (1972). Sa thèse de doctorat, rédigée sous la direction de Marcel Detienne, est publiée en 1982 sous le titre Les rôles du mágeiros. Étude sur la boucherie, la cuisine et le sacrifice dans la Grèce ancienne (Leiden et Montréal).
Il commence sa vie professionnelle en se consacrant pendant vingt ans à l’administration de la recherche et au développement universitaire. Après cinq ans au service à l'Université de Montréal, il se joint au programme du Fonds FCAC, Formation des chercheurs et action concertée, un organisme à but non lucratif créé par le gouvernement du Québec en 1981 (devenu ultérieurement le Fonds FCAR). Il met sur pied le Service des bourses, puis dirige le Service du soutien à la recherche et à la diffusion. En 1984, il joint les rangs de l'Université du Québec à Montréal (UQAM) à titre de directeur adjoint du Service de la recherche et de la création, un poste qu'il quitte en 1987 pour devenir l'adjoint de la vice-rectrice à l'enseignement et à la recherche. Il œuvre à l'UQAM, de 1984 à 1999, comme professeur au Département d'histoire et comme administrateur. Pendant cette période, Guy Berthiaume est membre du Comité exécutif de l'Association canadienne d'administrateurs de recherche, une association dont il devient président en 1989-1990.
Dans les années 1990, Guy Berthiaume assume la fonction de vice-président directeur général de la Fondation de l'UQAM, l'organisme responsable de la collecte de fonds au bénéfice de l'UQAM. Au cours des sept années suivantes, sous sa direction, la Fondation recueille plus de 31 millions de dollars.
En 1996, il obtient un poste de professeur au Département d'histoire de l'UQAM et, au cours des deux années qui suivent, il se consacre à l'Antiquité classique.  Il dirige pendant un an le Bureau de développement des partenariats (1999), avant de devenir, de 2000 à 2001, directeur de la Maison des étudiants canadiens de la Cité internationale universitaire de Paris. Au cours des deux années suivantes, il organise les fêtes du 75e anniversaire de la Maison des étudiants (octobre 2001) et il publie les actes du colloque du 10 septembre 2001 (La Cité internationale universitaire de Paris. 75 ans d'évolutions, Paris, 2002).
En 2002, Guy Berthiaume est recruté par l'Université de Montréal à titre de vice-recteur. En mars 2003, il est nommé vice-recteur au développement et aux affaires publiques, un mandat qui sera renouvelé par le nouveau recteur, en juin 2005, avec le titre de vice-recteur - Développement et relations avec les diplômés.
Il est nommé au poste de vice-recteur à la recherche et à la création à l'Université du Québec à Montréal en 2008. À ce titre, il est responsable du développement des activités scientifiques et artistiques de l'UQAM, ainsi que de ses relations internationales.
De 2009 à 2014, Guy Berthiaume est vice-président du Centre Jacques Cartier et membre de son Comité exécutif. Son association avec le Centre Jacques Cartier, un réseau unissant les territoires d’Auvergne-Rhône-Alpes en France, du Québec et de la francophonie canadienne s'est étendue sur une décennie : il a dirigé, avec son collègue lyonnais Alain Bideau, le Comité d'organisation des 17e (2004), 21e (2008) et 24e (2011) éditions des Entretiens Jacques Cartier qui se sont déroulées à Montréal, Québec, Ottawa et Sherbrooke.
Le 22 juin 2009, il devient président-directeur général de Bibliothèque et Archives nationales du Québec (BAnQ). Cette institution regroupe une grande bibliothèque publique – la Grande Bibliothèque –, un Centre de conservation et dix centres d'archives – Gaspé, Gatineau, Montréal, Québec, Rimouski, Rouyn-Noranda, Saguenay, Sept-Îles, Sherbrooke et Trois-Rivières. Il occupe ce poste jusqu'en 2014; en août de la même année, Christiane Barbe lui succède à la tête de BAnQ.
Le 25 mars 2010, il a été élu secrétaire général du Réseau francophone numérique (RFN), un organisme qui regroupe 22 bibliothèques patrimoniales de pays membres de l'Organisation internationale de la Francophonie. En mai 2012, il s’est vu confier un second mandat de deux ans qui s'est terminé en avril 2014.  De mai 2015 à août 2019, il siègea au Comité exécutif du RFN, à titre de représentant de Bibliothèque et Archives Canada.
Le 23 juin 2014, Guy Berthiaume devient bibliothécaire et archiviste du Canada à Bibliothèque et Archives Canada, un poste qu'il occupera jusqu'au 29 août 2019.  Madame Leslie Weir hérite du poste au moment de sa retraite.
Il a reçu le prix Dan Chase de l'Association canadienne d'administrateurs de recherche en 2000 et la médaille du Centre Jacques Cartier en 2007. En mai 2012, il a reçu le Prix Reconnaissance de l'Université du Québec à Montréal.
Depuis 2006, il est Chevalier de l’Ordre des Palmes académiques de la République française. Au sein de la Fondation Pierre Elliott Trudeau, il agit comme mentor en 2010 et 2011. Il reçoit en décembre 2012 la Médaille du jubilé de diamant de la reine Elizabeth II.
En août 2015, il est élu président du Comité directeur de la Section des bibliothèques nationales de l'IFLA pour un mandat de quatre années (2015-2019) et, en septembre de la même année, il est nommé membre de la Commission d'évaluation du Conseil international des archives (ICA). Le 3 avril 2018, il est choisi comme représentant de NAANICA (North American Archival Network) au Comité exécutif de l'ICA (2018-2020).
En avril 2017, il est nommé au grade d'Officier dans l'Ordre des Arts et des Lettres de la République française. Un mois plus tard, il est choisi comme lauréat du Prix 2017 de l'Association des bibliothèques de recherche du Canada pour services éminents aux bibliothèques de recherche. En janvier 2018, l'Association des bibliothèques de l'Ontario lui remet le Prix de la Présidente pour contribution exceptionnelle et, le 6 mai 2019, il est reconnu à titre de "Grand nom du Collège Sainte-Marie" par l'Association des anciens élèves de ce collège montréalais. Le 5 novembre 2020, l'International Federation of Library Associations and Institutions lui décerna sa médaille, en reconnaissance de sa contribution à la bibliothéconomie à l'échelle internationale et le 30 décembre de la même année, il est nommé membre de l'Ordre du Canada. Le 10 juin 2024, il a été nommé chevalier de l'Ordre national du Québec
À titre de bibliothécaire et archiviste du Canada, il fut membre ex officio de la Commission des lieux et monuments historiques du Canada.  Le 16 novembre 2017, il est nommé au Conseil d'administration du Council on Library and Information Resources (CLIR) ; le 8 novembre 2018, il est élu trésorier de CLIR, le 19 novembre 2020, il est élu vice-président du Conseil et le 24 octobre 2023, il est élu président du Conseil pour un mandat de deux ans, mandat qui sera renouvelé pour deux autres années le 11 avril 2025.
Il est membre du Comité scientifique de la revue mexicaine Bibliographica et il a fait partie du Comité éditorial de la revue canadienne KULA: Knowledge Creation, Disseminatrion, and Preservation Studies de 2020 à 2023.
Il est détenteur de doctorats honoris causa de l'Université Jean Monnet-Saint-Étienne (2012), de l'Université d'Ottawa (2018) et de l'Université Dalhousie (2021).
Le 30 août 2019, il est nommé conseiller scientifique par le Fonds de recherche Société et culture du Québec et le 20 septembre de la même année, il est nommé Bibliothécaire et archiviste du Canada émérite. Du 1er novembre 2019 au 31 octobre 2021, il a occupé les fonctions de Senior Fellow for the Centre for Professional Development de la Bibliothèque nationale de Singapour. Le 9 décembre 2021, il a été nommé membre du Conseil scientifique de la Bibliothèque nationale de France, un mandat qui fut renouvelé pour trois ans, le 24 février 2025.
Guy Berthiaume a également agi comme conseiller stratégique auprès de l'Acfas et du Festival littéraire Metropolis Bleu. De plus, de janvier 2021 à juin 2022, il a présidé le Comité pour la relance du Quartier latin du Partenariat du Quartier des spectacles de Montréal. Depuis 2024, il est membre du Conseil d'administration de Culture Laval.
En mai 2023, ses mémoires ont été publiés par Del Busso éditeur sous le titre Mes grandes bibliothèques. Mes archives. Mes mémoires
Le fonds d’archives de Guy Berthiaume (P955) est conservé par Bibliothèque et Archives nationales du Québec aux Archives nationales à Montréal.

## Distinctions
- Chevalier de l'Ordre national du Québec (2024)[30]
- Membre de l'Ordre du Canada (2020)[31]
- Officier de l’Ordre des Arts et des Lettres (2017)[32]
- Médaille du jubilé de diamant d'Élisabeth II (2012)
- Chevalier de l'Ordre des Palmes académiques (2006)